# Wola Miastkowska
Wola Miastkowska es un pueblo de Polonia, en Mazovia. Se encuentra en el distrito (Gmina) de Miastków Kościelny, perteneciente al condado (Powiat) de Garwolin. Se encuentra aproximadamente a 17 km al este de Garwolin, y a 69 km al sureste de Varsovia.  
Entre 1975 y 1998 perteneció al voivodato de Siedlce.